# 98.3 superfly
98.3 superfly ou Superfly FM est une radio privée autrichienne, de Vienne.

## Histoire
Radio Superfly commence à diffuser régulièrement le 29 février 2008 à 20h 5 sur la fréquence FM 98,3 MHz (Tour du Danube), qui fut utilisée quelques jours plus tôt à des fins de test mais pas pendant 24 heures. Au cours des premières semaines, le programme, plutôt inhabituel pour le marché radiophonique autrichien, se fait sans animateur.

## Programme
Le contenu du programme est basé sur l'expérience du duo en chef Kamp et Tronigger, tous deux expérimentés dans le domaine des clubs et des événements et fondateurs d'une maison de disques indépendante. La direction musicale couvre les domaines de la musique noire et de la soul, y compris les différents sous-genres (en particulier le funk, le jazz, le hip-hop, la house, la danse, l'électro et la drum and bass). Au lieu de bandes automatiques, des DJ peuvent mixer. La station de radio a sa propre émission matinale intitulée Superfly Morning de 6h à 9h. Le format Day Times apporte également les dernières nouveautés en matière de culture, d'art et de style de vie du lundi au vendredi de 9h à 22h.
Superfly.fm appartient à Superfly Radio GmbH, une filiale en propriété exclusive de Sunshine Enterprises, dirigée par les chefs de la station Matthias Kamp et Heinz Tronigger. L'entreprise est active en tant qu'organisateur de club du Babenberger Passage à Vienne, avec le label de musique (Sunshine Records) et dans la restauration.

## Justice
Une plainte d'anciens concurrents concernant la fréquence 98,3 MHz est en instance devant la Cour constitutionnelle contre le diffuseur. Toutefois, cette objection de la société du projet Inforadio Vienna et de Hit FM n'a pas eu d'effet suspensif. "98.3 superfly" avait été décerné, à cette époque encore sous le nom de "Sunshine Radio", pour la dernière fréquence radio privée viennoise seulement après des années de lutte acharnée et d'appel devant la Bundeskommunikationssenat (BKS).
À l'origine, la station de radio aurait dû s'appeler "Sunshine Radio". En raison de la plainte de l'homonyme Sunshine live de Mannheim, qui avait le nom protégé dans toute l'Europe, un autre nom est finalement trouvé pour la station. Le nouveau nom est un hommage au musicien de soul américain Curtis Mayfield et l'un de ses plus grands succès, Superfly, l'une des bandes sonores les plus influentes de la blaxploitation en 1972.

## Source, notes et références
1. ↑  (de) Teresa Schaur-Wünsch, « Lokale: Unterirdisch und hoch über Wien », sur Die Presse, 2018 (consulté le 8 juin 2020)

- (de) Cet article est partiellement ou en totalité issu de l’article de Wikipédia en allemand intitulé « 98.3 superfly » (voir la liste des auteurs).